# تري كويل
تري كويل (بالإنجليزية: Trae Coyle) هو لاعب كرة قدم إنجليزي يلعب في مركز الوسط مع نادي أرسنال.